# Mol·lusquicida
Mol·lusquicida és un biocida usat contra mol·luscs com el cargol i el llimac.

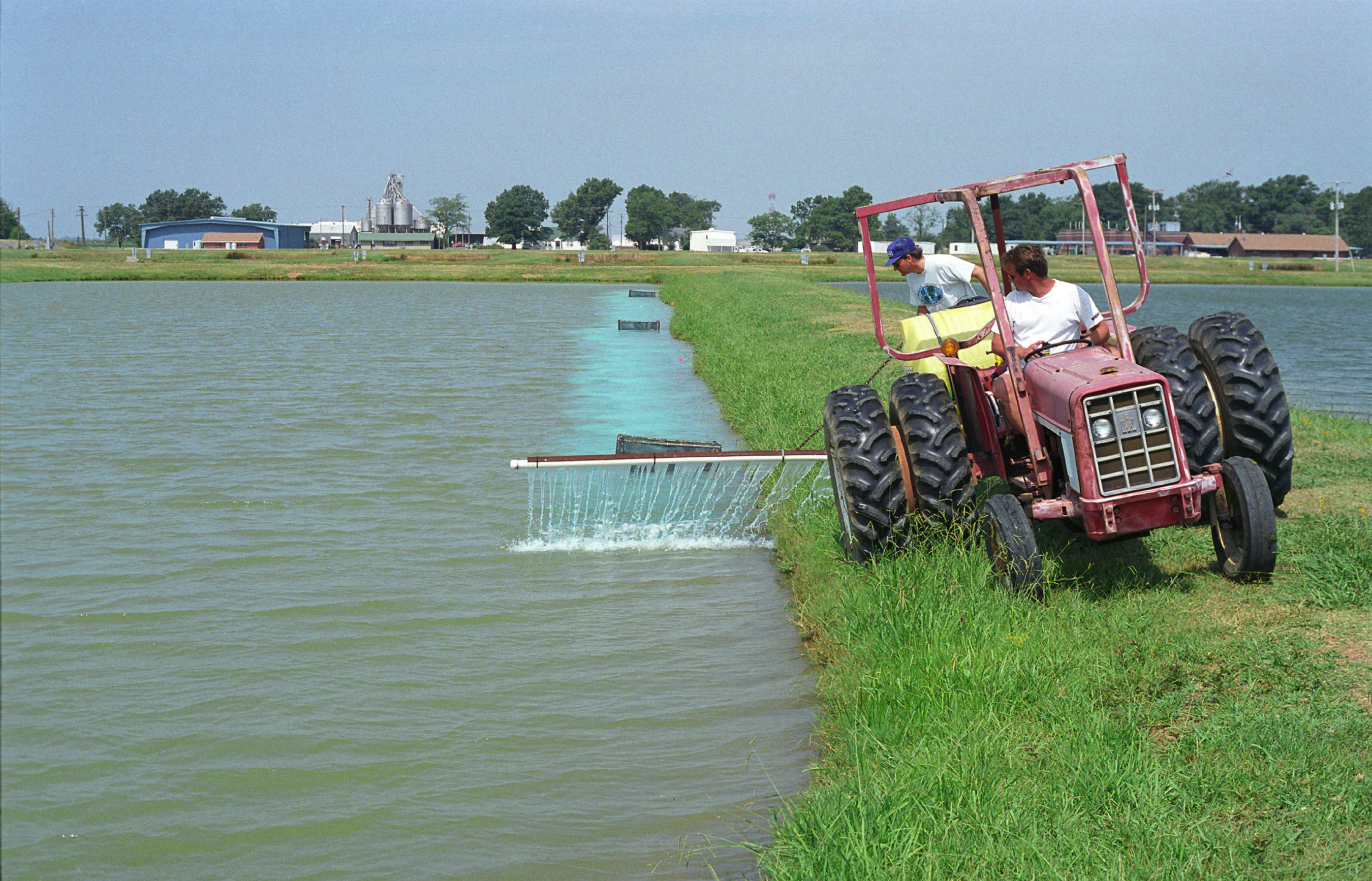
Per matar els cargols que alberguen paràsits, el biòleg Andrew Mitchell i el treballador Robert Ideker (conduint un tractor) apliquen una solució de sulfat de coure i àcid cítric al llarg de la riba d'un estany experimental de peixos gat.

Els danys més importants els produeixen els llimacs però com són més difícils de veure són atribuïts exclusivament als cargols.
Les substàncies químiques emprades són el metaldehid, el metiocarb el sulfat d'alumini i el sulfat de ferro.
En cas de pluges importants els tractaments no són efectius, ja que el producte químic es dispersa.
Tots aquests productes es deixen a terra per tal que els mol·luscs hi passin per sobre i, com són gastròpodes i tenen una gran superfície tova en contacte amb el producte tòxic, moren per difusió simple.
Tradicionalment s'ha emprat línies de cendra que eviten el pas de cargols i llimacs però no els maten.
Una alternativa als agroquímics és fer una trampa amb un vas amb cervesa enterrat dins terra i on els cargols hi acudeixen i s'ofeguen.